# Rosa Tavárez
Rosa Tavárez (Santiago de los Caballeros, 27 de abril de 1939-Santo Domingo, 5 de febrero de 2023) fue una pintora, grabadora, dibujante, instalacionista y educadora dominicana.

## Trayectoria
Inició sus estudios de dibujo y pintura con el maestro Yoryi Morel, en la Escuela de Bellas Artes de la región del Cibao, en Santiago de los Caballeros, con 12 años de edad. Luego, continuó en Santo Domingo en la Escuela Nacional de Bellas Artes, bajo la guía de maestros como Jaime Colson, Celeste Woss y Gil y Gilberto Hernández Ortega, graduándose de profesora de artes plásticas, a principios de 1969. 
Durante 1971 hasta el 1979, Tavárez realizó estudios de grabado en la Liga de estudiantes de arte de Nueva York. Decidió irse a Nueva York a estudiar esta técnica cuando se percató que República Dominicana carecía de maestros de grabado. En 1979 estudió Diseño Artesanal en Popayán, Colombia.
En 1989, realizó un curso taller sobre Arte y Antropología, impartido por el doctor José Alcina Franch, en el Museo del Hombre Dominicano. En 2004 realiza maestría en Gestión Cultural en la Universidad Autónoma de Santo Domingo UASD y Ministerio de Cultura de Cuba.
Rosa Tavárez sirvió a su país con una larga carrera docente de 35 años en los que se desempeñó como directora, profesora de dibujo, profesora de artes gráficas y profesora de pintura en la Escuela Nacional de Bellas Artes, la Escuela de Bellas Artes de Santiago, la de San Francisco de Macorís, y la de la ciudad de Baní. En 1973, fundó el Taller de Grabado de la Escuela Nacional de Bellas Artes. Su labor docente también se extendió a prestigiosas instituciones privadas, como la Universidad APEC donde enseñó Artes Gráficas (1970-1977); la Escuela de Diseño de Altos de Chavón afiliada a Parsons The New School for Design y a la UNAM, donde impartió Artes Gráficas y Psicología del Arte desde 1983 hasta 1988.
A partir del 1975 exhibió sus obras en museos y galerías internacionales, sobresaliendo las exposiciones presentadas en el Museo de Arte Moderno de Santo Domingo en el 1982 (Los Ídolos) y en el 2001 (Ecos del Grito Ecológico); la serie Geometría Herida en 1993;  Enigmas, grabados y dibujos que se expuso en el Museo de Arte e Historia de San Juan, Puerto Rico en 1988, así como su participación en importantes muestras colectivas internacionales como el Museo del Grabado en Italia.
Tavárez recibió numerosos premios, galardones y distinciones, entre las que se destacan la Medalla al Mérito que le otorgó en 1994 la Presidencia de la República Dominicana y la Dirección General de Promoción de la Mujer; la Medalla al Mérito por sus 35 años de labor docente que le otorgó la Presidencia de la República en el 2005 y el Reconocimiento Aporte a la Educación y las Artes que le dio la Universidad Iberoamericana (UNIBE) en el año 2007. En el año 2009, la Cámara de Diputados de la República Dominicana la distinguió al dedicar la quinta planta de su edificio a la obra de Rosa Tavárez. Ha sido reconocida por la Asociación de Crítica de Arte de la República Dominicana.
Su obra se encuentra en prestigiosos museos, galerías de arte y colecciones permanentes a nivel nacional e internacional, como el Museo de Arte Moderno de Santo Domingo, Casa de las Américas de Cuba, The Housatonic Museum of Art en Connecticut y Galería del Banco Interamericano de Desarrollo BID, Washington D. C., EE. UU., los Museos de Arte Moderno de Londres, de México, Colombia, Venezuela, entre muchos otros. Sobre su obra se han escrito numerosas publicaciones.
Tavárez realiz̟o una intensa tarea en el Colegio Dominicano de Artistas Plásticos, al que dirigió desde el 2000 hasta el 2003. Bajo su dirección, trató y logró controlar la falsificación de obras. En el año 2000, fundó la Casa del Grabado, un centro especializado en la investigación, rescate, protección, motivación y proyección del grabado y los medios gráficos. Fue miembro del Colegio Dominicano de Artistas Plásticos y de la AIAAP, la Asociación Internacional de Artes Plásticas (AIAP) y del Consejo Internacional de Museos (ICOM).
Entre noviembre de 2016 y enero de 2017, se llevó a cabo una exposición retrospectiva de Rosa Tavárez en Abad Galery de Santo Domingo. La retrospectiva se tituló "Imágenes en el tiempo". Durante la inauguración, el Ministerio de Turismo le otorgó un reconocimiento por su trayectoria, su trascendencia y su labor transformadora en generaciones durante más de 50 años.

## Exhibiciones individuales
- 2016, Imágenes en el Tiempo  Abad Gallery, Santo Domingo, RD
- 2016, Confluencias, Artistas Visuales de la República Dominicana en México – Centro Cultural Cervantes, México.
- 2013 – Territorios de la pasión y la memoria, 1963 Retrospectiva 2013, Museo de Arte Moderno, Santo Domingo, RD
- 2001 -  Ecos del Grito Ecológico, Fundación Manuel del Cabral - Museo de Arte Moderno, Santo Domingo, RD
- 1998 – Exposición Itinerante del Grabado Ibero-Americano,  Principales Museos del Brasil
- 1995 – Rosa Tavárez, Obras Recientes, Universidad Católica, Santiago de Chile
- 1993 – Geometría Herida IV, Palacio Consistorial, Santiago de los Caballeros, RD
- 1993 – Geometría Herida III, Galería Altos de Chavón, La Romana, RD
- 1993 – Geometría Herida II,  La Galería, Santo Domingo, RD
- 1993 – Geometría Herida I, Museo Casa de Bastidas, Santo Domingo, RD
- 1989 – Enigmas II, Galería de Arte Arawak, Santo Domingo, RD
- 1988 – Enigmas I,  Museo de Arte e Historia, San Juan, Puerto Rico
- 1988, Grabados Recientes, Hostos Community College Gallery, New York, EE. UU.
- 1986, Los Ancestros de Rosa Tavárez, Palacio de Convenciones, La Habana, Cuba
- 1984, Las Máscaras, Galería de Arte Nader, Santo Domingo, RD
- 1982, Los Ídolos, Exposición de Grabados, Galería de Arte Moderno, Santo Domingo, DR
- 1977, Grabados, Galería Enrique de Echandi, San José, Costa Rica
- 1975, Grabados y Dibujos, Casa de Teatro, Santo Domingo, RD

## Exhibiciones colectivas
En República Dominicana, Estados Unidos, México,  Costa Rica, Panamá, Nicaragua,  Puerto Rico, Haití, Venezuela, Colombia, Brasil, Perú, El Cairo, España, Inglaterra, Italia, Francia, Taiwán e Irak.
- 2014 – Líneas Encontradas, Martinica
- 2012 - 200 años de la Constitución del tribunal Supremo de España (1812-2012) 24 Maestros Iberoamericanos, Madrid, España
- 2011 – Más Allá del Encuentro, Río Gallery, New York, EE. UU.
- 2010 – Tres Generaciones, Expo Galería de Arte San Ramón, Santo Domingo, RD
- 2010 – Entre Mythes et Réalités, Fundación Clement, Martinica
- 2009 – Homenaje a Marianela Jiménez, 7ma Muestra de la Pintura Dominicana, Sala Ramón Oviedo, Secretaría de Estado de Cultura, Santo Domingo
- 2008 – Sin Límites - Rosa Tavárez &  Elsa Nuñez, Alinka Arte Contemporáneo, Santo Domingo
- 2006 – Exposición Colectiva Artistas Nacionales, Sala Ramón Oviedo, Secretaría de Estado de Cultura, Santo Domingo
- 2005 -  Fundación Centro de Estudios Latinoamericanos Rómulo Gallegos Celarg, Venezuela
- 2004 – 9th Cairo International Bienale, El Cairo, Egipto
- 2004 – Exposición de Artes Internacionales, FUNGLODE, Casa de Campo, La Romana, República Dominicana
- 2004 – Metáforas sobre Papel, Casa de Teatro, Santo Domingo, República Dominicana
- 2003 – Encuentro de Dos Culturas, Galería de Arte Zulug, México
- 2003 – Doce Pintores Latinoamericanos con Motivo de la Independencia Dominicana, Galería de Arte Zulug, México
- 2002 – Laberintos Inexplorados en la Pintura Dominicana, Casa del Lago, Universidad Nacional Autónoma, México
- 2002 – Fantasía y Mitos Caribeños, México
- 2002 – Símbolos Fronterizos, Palacio de Bellas Artes, México
- 2000 – La Mujer en la Memoria del Caribe, Museo de Arte de Las Américas, OEA, Washington D. C., EE. UU.
- 2000 – Venezuela Aid 2000, International Arts Auction, Miami, FL, EE. UU., representando por Morgan Stanley Witter en conjunto con Sloan Auction Gallery
- 1999 – Artistas del Caribe Hispano, Inner, Centro de Arte Coral Gables, Miami, Florida
- 1999 – Arte Contemporáneo Dominicano, Galería de Arte Nader, Santo Domingo, República Dominicana
- 1998 – Gravura Ibero-Americana, Associacao de Adidos Culturais Dos Países Iberoamericanos, Brasil
- 1996 – Exposition Conjointe de Peintures Dominico - Haïtienne, Centre Albert, Bruselas, Bélgica
- 1996 – 15 Peintres Dominicains, La Maison de L’Amerique Latine, París, Francia
- 1996 – Masterpieces of Dominican Painting, Carib Art Gallery, New York, EE. UU.

1995 – Cinco Artistas Dominicanos en Perú, Galería Bolkas, Lima, Perú
1994 – Primera Colectiva Magistral de Pintura, Hotel Hamaca, Santo Domingo, RD
1994 – Diálogo Ecológico – Galería San Juan Bautista, Alcaldía de San Juan, Puerto Rico
1994 – Maestros Dominicanos, Washington D. C., EE. UU.
1992- Tres Artistas de República Dominicana en Panamá, Panamá
1989 – Ouvres sur Papier, Haití
1982 – FAO Contest, Santo Domingo, República Dominicana
1981 – Nueve Mujeres, Exposición de las nueve mujeres más importantes del Caribe, Galería de Arte Paiewonsky, Santo Domingo, República Dominicana
1981 – First Latin American Graphic Arts Biennial, Cayman Gallery, New York, EE. UU.
1980 - 1981- Bienal Internacional de Grabados, Centro Cultural Iraquí, Londres y Bagdad
1978 – Encuentro Plástica Latinoamericana, Museo Nacional Patrimonio Cultural, La Habana, Cuba
1977 - Certamen Francisco Amighetti, San José, Costa Rica
1976 – Actualidad Gráfica Latinoamericana, Banco Interamericano de Desarrollo, Sala Internacional Palacio de Bellas Artes, México, DF

## Bienales y concursos
2014 – 9.ª Trienal del Grabado, Chevalier, Francia
2011 – Invitada especial 26 Bienal Nacional de Artes Visuales, Museo de Arte Moderno de la República Dominicana
2009 - Invitada Especial VI Bienal de Arte Gráfico de Maestros,  L’Arte e il Torchio, Cremona,  Italia
1994 – Bienal de Arte Latinoamericano, Visiones de Papel, The Housatonic Museum of Art, Bridgeport, Connecticut, EE. UU.
1993 – Bienal International de Pintura, Cuenca, Ecuador
1990 – Bienal E. León Jiménez, Santo Domingo, República Dominicana
1991 – Bienal International de Pintura, Cuenca, Ecuador
1989 – Bienal Expo-Grabado, Centro Cultural Coreano de París, Francia
1987 – Bienal del Grabado Latinoamericano, San Juan, Puerto Rico
1985 – International Banality Exhibition Print, Centro Cultural Iraquí, Londres-Bagdad
1983 - Bienal del Grabado Latinoamericano, San Juan, Puerto Rico
1983 Bienal Mini-Print International, Cadaques, España
1982 – Concurso FAO, Santo Domingo, República Dominicana
1979 - Bienal del Grabado Latinoamericano, San Juan, Puerto Rico
1978 – Bienal de Sao Paolo, Brasil
1976 - Bienal del Grabado Latinoamericano, San Juan, Puerto Rico
1974 - Bienal del Grabado Latinoamericano, San Juan, Puerto Rico
1972 –Bienal de Artes Plásticas de Santo Domingo, República Dominicana
1972 - Bienal E. León Jiménez, Santo Domingo, República Dominicana
1970 - Bienal E. León Jiménez, Santo Domingo, República Dominicana

## Obras en museos y colecciones permanentes
- Museo de Arte Moderno de la República Dominicana, Santo Domingo, República Dominicana.
- Casa de las Américas, La Habana, Cuba.
- Museo Nacional de Bellas Artes, Patrimonio Cultural, Plástica Latino-Americana, La Habana, Cuba.
- Museo de Arte Nacional, Managua, Nicaragua.
- Museo del Dibujo Contemporáneo MUDIC, Museo del Dibujo.
- Galería del Banco Interamericano de Desarrollo BID, Washington D. C., EE. UU.
- Colección APAG-Color, Museos de México, Colombia, Venezuela.
- Fundación de Arte Arawak, Santo Domingo, República Dominicana.
- Museo Casa de Bastidas, Santo Domingo, República Dominicana.
- Museo Nacional Británico de Arte Moderno, Londres.
- The Housatonic Museum of Art, Bridgeport, Connecticut, EE. UU.
- Centro Cultural Eduardo León Jimenes, Santo Domingo, República Dominicana.
- Associacao de Adidos Culturais Dos Países Iberoamericanos, Brasil.
- Centro Cultural Iraquí Londres-Bagdad.
- Galería Enrique Echandi, San José, Costa Rica.
- Museo de Arte Moderno La Tertulia, Cali, Colombia.
- Museo de Grabado ADAFA, Cremona , Italia.
- Colección Dirección General de Aduanas, Santo Domingo, República Dominicana.
- Colección Permanente de la Cámara de Diputados, Santo Domingo, República Dominicana.
- Colección Banco Central de la República Dominicana.
- Fundación Clement Centro Regional de Martinica, Martinica.

## Premios y honores
- 2017:  Premio Nacional de Artes Visuales, otorgado por el Ministerio de Cultura de la República Dominicana.[3][7][8]
- 2013: La Escuela de Bellas de Santiago designó con el nombre de «Rosa Tavárez» una de las nuevas aulas del reinaugurado «Pabellón Yoryi Morel», del mencionado centro artístico.[9]
- 2012: Nombramiento como Miembro de Mérito de la Fundación Carlos III en ocasión del Bicentenario de la Constitución del Tribunal Supremo España (1812 -2012).[10]
- 2011: Asociación Dominicana de Crítica de Arte ABCA –AICA, Premio de la Crítica 2010 y Reconocimiento a Rosa Tavárez por su gestión en la enseñanza consagrada que ha planteado escenarios estéticos como vehículo de cambio,  y posicionamiento de la artista en nuestra sociedad. Santo Domingo, RD.
- 2011: Invitada especial 26 Bienal Nacional de Artes Visuales, Museo de Arte Moderno de la República Dominicana y reconocimiento de los jurados y críticos integrantes de la bienal.
- 2009: La Cámara de Diputados de la República Dominicana la distingue al dedicar la quinta planta de su edificio a su obra.[5]
- 2009: Invitada Especial VI Bienal de Arte Gráfico de Maestros,  L’Arte e il Torchio, Cremona,  Italia, 2009.
- 2007, Certificado de Reconocimiento Aporte a la Educación y las Artes, Universidad Iberoamericana UNIBE, Santo Domingo, República Dominicana
- 2006, Homenaje de Exalumnos de Grabado en “Exposición Gráfica”, Casa de Italia, Santo Domingo, República Dominicana.
- 2005: Medalla al Mérito, Presidencia de la República Dominicana por sus 35 años de docencia otorgado por el presidente Dr. Leonel Fernández.
- 2004: Certificado de Reconocimiento, Contribución y Participación “Exposición Artistas Contra la Violencia”, otorgado por la Jefatura Policía Nacional, Santo Domingo, República Dominicana.
- 2000: Placa de Reconocimiento, Maestros y Discípulos, Escuela Nacional de Bellas Artes, Santo Domingo, República Dominicana.
- 1999: Certificado de Reconocimiento, fundación Centro Cultural Altos de Chavón, La Romana, República Dominicana.
- 1997: Placa de Reconocimiento, 1.er Encuentro Internacional el Grabado, Centro de Arte Noveau, Santo Domingo, República Dominicana.
- 1997: Medalla de Reconocimiento, 1.ª Bienal del Grabado, Centro de Arte Noveau.
- 1996: Proyecto Cuerpos Pintados, Taller de Fotografía del Artista Robert Edwards, Santiago de Chile.
- 1995: Invitada Especial seminario Mujer y Creatividad, Pontificia Universidad Católica de Chile, Santiago de Chile.
- 1994: Medalla al Mérito, Presidencia de la República Dominicana y Dirección General de Promoción de la Mujer.[5]
- 1993: Mención de Honor, Bienal Internacional de Pintura, Cuenca, Ecuador.
- 1990: Invitada Reunión Técnica de Diseño y Artesanía, Cuenca, Ecuador.
- 1989: Primer Premio Dibujo, Primer Salón de Dibujo, Galería Arawak.
- 1987: Diploma de Honor, Colegio Dominicano Artistas Plásticos, Santo Domingo, República Dominicana.
- 1982: Mención Honor Grabado, FAO.
- 1981: First Latin American Graphics Arts Biennial, Cayman Gallery, New York.
- 1980:  World Saint III Council, Museo de Arte Moderno, San Francisco, California.
- 1979: 1978 Mención de Honor en Pintura, Casa de España.
- 1977: 1978 Primer Premio de Grabado en el Concurso Anual de Arte, Casa de España, Santo Domingo, República Dominicana.